# Ochyrocera aragogue
Ochyrocera aragogue (лат.) — вид аранеоморфных пауков рода Ochyrocera из семейства Охирокератидовые пауки. Эндемик Бразилии. Назван в честь говорящего паука Арагога, героя романа Гарри Поттер и Тайная комната.

## Распространение
Бразилия, пещеры в северном штате Пара, национальный лес Floresta Nacional de Carajás (Парауапебас).

## Описание
Мелкие пауки, в длину достигающие 2,3 мм; длина карапакса 0,7 мм. Основная окраска желтовато-зелёная. Хелицеры и ноги светло-жёлтые, стернум желтовато-серый. Впервые описаны в 2018 году бразильскими зоологами Антонио Бресковитом (Antonio D. Brescovit), Игорем Цизаускасом (Igor Cizauskas) и Лендро Мота (Leandro P. Mota, Институт Бутантан, Сан-Пауло, Бразилия) по типовым материалам (самкам и самцам), обнаруженным в пещерах северной Бразилии.